# Липа (платформа)
Ли́па (бел. Лíпа) — остановочный пункт в Несвижском районе Минской области. Железнодорожная платформа находится между станцией Городея и платформой Хвоево.
Платформа расположена в нескольких километрах от деревней Высокая Липа, Бояры, Головцы.